# Œuvres de Dave McKean
Cette page recense la bibliographie de Dave McKean par ordre chronologique. Sont ici énumérées uniquement ses bandes dessinées et livres illustrés, qu'il soit dessinateur ou scénariste parus en français : ce n'est pas une liste exhaustive de tous ses travaux d'illustration et de création. Pour sa bibliographie en langue originale voir l'article anglophone.

## 1980-1989
- 1 Orchidée noire 1 : Secrets[1], Zenda, octobre 1989
Scénario : Neil Gaiman - Dessin et couleurs : Dave McKean -  (ISBN 2-8768-7024-X)

## 1990-1999
- Batman : Les Fous d’Arkham[2], Comics USA, janvier 1990
Scénario : Grant Morrison - Dessin et couleurs : Dave McKean -  (ISBN 2-87695-115-0)
- 2 Orchidée noire 2 : Asile, Zenda, février 1990
Scénario : Neil Gaiman - Dessin et couleurs : Dave McKean -  (ISBN 2-8768-7034-7)
- 3 Orchidée noire 3 : Paradis, Zenda, mai 1990
Scénario : Neil Gaiman - Dessin et couleurs : Dave McKean -  (ISBN 2-8768-7047-9)
- Violent Cases[3], Zenda, janvier 1992
Scénario : Neil Gaiman - Dessin et couleurs : Dave McKean
- La Comédie tragique ou la Tragique comédie de Mr. Punch, Reporter, décembre 1997
Scénario : Neil Gaiman - Dessin et couleurs : Dave McKean
- Cages, Delcourt, mai 1998
Scénario, dessin et couleurs : Dave McKean

## 2000-2009
- Le Jour où j'ai échangé mon père contre deux poissons rouges, Delcourt, octobre 2000
Scénario : Neil Gaiman - Dessin et couleurs : Dave McKean
- Des loups dans les murs, Delcourt, novembre 2003
Scénario : Neil Gaiman - Dessin et couleurs : Dave McKean
- Échos graphiques, Delcourt, novembre 2003
Scénario, dessin et couleurs : Dave McKean

## 2010-2018
- Celluloid (BD), Delcourt, février 2011
Scénario, dessin et couleurs : Dave McKean
- Black Dog, les rêves de Paul Nash, Glénat, 2017
Scénario, dessin et couleurs : Dave McKean